# Kaposvár

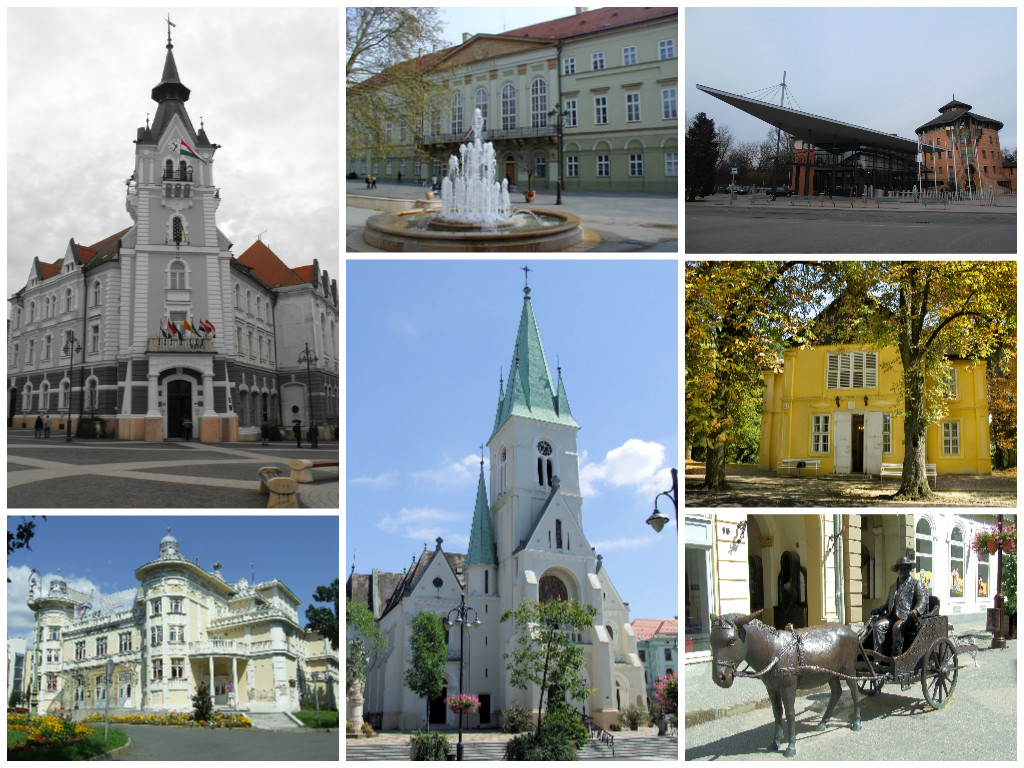
Kaposvár

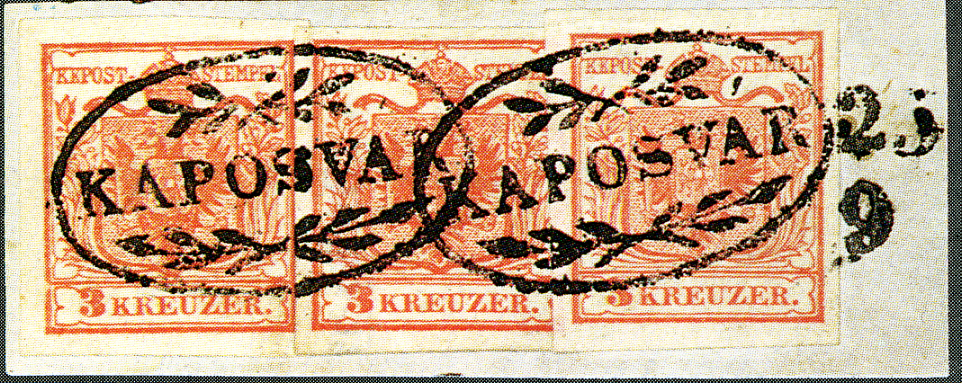
Briefmarke der österreichischen Wappenausgabe 1850 mit Ortsstempel von Kaposvár

Kaposvár [ˈkɒpoʃvaːr] (deutsch Kopisch, Ruppertsberg oder Ruppertsburg, kroatisch Kapošvar) ist der Hauptort des Komitats Somogy in Ungarn. Die Stadt liegt am Fluss Kapos und 159 Kilometer südwestlich von Budapest.

## Geschichte
Nach einer Legende wurde die Siedlung wie Rom auf sieben Hügeln gegründet. Das Gebiet war schon um 5000 v. Chr. bewohnt, um 400 v. Chr. wurde das Gebiet von keltischen Stämmen in Besitz genommen.
Zum ersten Mal erwähnt wurde die Stadt als Kapos in der Stiftungsurkunde des Bischofsamtes in Pécs im Jahr 1009. Mitte des 14. Jahrhunderts erbaute die Familie Rupoly die Burg von Kapos, die als Neuburg bekannt wurde.
1555 eroberten die Osmanen in einer fünftägigen Belagerung die Festung und das Benediktinerkloster. 1686 wurde die Siedlung von der osmanischen Herrschaft befreit. Die Gemeinde erhielt 1703 das Marktrecht und seit 1749 ist die Stadt Sitz des Komitats Somogy.
Im 19. Jahrhundert entwickelte sich die Stadt durch die wichtige Eisenbahnlinie zwischen Budapest und Zagreb stark weiter und wurde ein wichtiger Industriestandort.
Im Jahr 1913 gab es in der damaligen Stadt mit geordnetem Magistrat 2576 Häuser und 24.124 Einwohner auf einer Fläche von 7325 Katastraljochen. Sie gehörte zu dieser Zeit zum Komitat Somogy.
Bis zum Ersten Weltkrieg war Kaposvár eine Garnisonsstadt der k.u.k. Österreich-Ungarischen Armee. 1914 lag hier das III. Bataillon des Ungarischen Infanterieregiments Nr. 44.
Kaposszentjakab, eine Nachbargemeinde, wurde 1950 an die Stadt angeschlossen. 1973 folgten Toponár, Kaposfüred und Töröcske.
Im Jahr 1990 wurde die Stadt eine von 23 Städten mit Komitatsrecht. Seit 1993 ist die Stadt ein Bischofssitz. Im Jahr 2000 wurde die Universität Kaposvár mit 4 Fakultäten eröffnet.
Vom 7. bis 12. August 2007 fand in Kaposvár die Voltigier-Europameisterschaft statt.

## Söhne und Töchter der Stadt
- Ödön Vajda (1834–1911), Zisterzienser, Gymnasiallehrer und Abt des Klosters Zirc
- Moritz Kaposi (1837–1902), Mediziner, eigentlich Moriz Kohn, nannte er sich nach seinem Geburtsort später um
- Ferdinand Rosenthal (1839–1921), Rabbiner und Autor
- József Rippl-Rónai (1861–1927), Maler
- Terka Csillag (1867–1943), Schauspielerin, NS-Opfer
- János Vaszary (1867–1939), Maler
- Emil Nagy (1871–1956), Jurist, Politiker und Justizminister (1923/24)
- Imre Nagy (1896–1958), ungarischer Ministerpräsident und Regierungschef im Ungarn-Aufstand von 1956
- Béla Király (1912–2009), militärischer Anführer des Ungarn-Aufstandes von 1956
- Árpád Lengyel (1915–1993), Schwimmer
- Gyula Toki Horváth (1920–1971), ungarischer Roma-Geiger
- István Kemény (1925–2008), Soziologe
- Zoltán Czibor (1929–1997), Fußballspieler
- Márta Szirmay (1939–2015), Jazz- und Opernsängerin
- Anna Pfeffer (* 1945), Kanutin, Medaillengewinnerin bei Olympia
- Péter Gróf (* 1956), Mittelalterarchäologe
- Béla Faragó (* 1961), Musiker und Komponist
- Zoltán Füzesy (* 1961), Boxer
- Tibor Berta (* 1966), römisch-katholischer Militärbischof von Ungarn
- Robert Koch (* 1976), Volleyballspieler
- Róbert Waltner (* 1977), Fußballspieler
- Yonderboi (* 1980), Musiker
- Anna Terestyényi (* 2001), Fußballspielerin

## Städtepartnerschaften
Es bestehen folgende Städtepartnerschaften und Städtefreundschaften:
- Bath, Großbritannien, seit 1989
- , Cần Thơ, Vietnam, seit 2017
- , Cixi, Volksrepublik China, seit 2010 (Städtefreundschaft)
- Darchan, Mongolei, seit 1997
- Glinde, Deutschland, seit 1990
- Koprivnica, Kroatien, seit 1995
- Miercurea Ciuc, Rumänien, seit 1990
- Mostar, Bosnien und Herzegowina, seit 2008 (Städtefreundschaft)
- Rauma, Finnland, seit 2010
- Saint-Sébastien-sur-Loire, Frankreich, seit 2002
- Schio, Italien, seit 1990
- Twer, Russland, seit 1995
- Üsküdar, Türkei, seit 2015
- Villach, Österreich (Städtefreundschaft)